# Michigan City
Michigan City je město ve Spojených státech amerických. Nachází se v okrese LaPorte County ve státě Indiana. Ve městě žije přibližně 32 tisíc obyvatel a jeho rozloha činí 59,2 km². Leží v regionu zvaném Michiana na pobřeží Michiganského jezera asi 72 kilometrů východně od Chicaga a 64 kilometrů západně od města South Bend.
Město bylo založeno roku 1830. Leží nedaleko národního parku Indiana Dunes.

## Rodáci
- Leo Sharp (1924–2016) – americký veterán druhé světové války, vyhlášený zahradník a drogový kurýr
- Anne Baxterová (1923–1985) – americká herečka
- Ward Cunningham (* 1949) – americký programátor a vynálezce wiki